# جنگ شکر در کوبا
جنگ شکر در کوبا (به فرانسوی: Ouragan sur le sucre) نام مجموعه مقالاتی است که ژان پل سارتر از سفرش به کوبا و مشاهداتش از انقلاب آن کشور نوشته است.
ژان پل سارتر دو بار به کوبا رفت؛ در سال ۱۹۴۹ و در سال ۱۹۶۰. سفر دوم وی مقارن است با پیروز شدن طرفداران فیدل کاسترو و روزهای تشکیل نهادهای انقلابی در آن کشور. سارتر این سفرنامه را برای روزنامهٔ فرانس سوار نوشت و آماده کرد.
این کتاب در ایران در همان زمان در روزنامه کیهان به چاپ رسید و سپس توسط انتشارات امیرکبیر به صورت کتابی با ترجمهٔ جهانگیر افکاری به بازار کتاب عرضه شد.
مطلب قابل ذکری که در صفحات آغازین این کتاب آمده، ملاقات ژان پل سارتر با چه گوآرا وزیر وقت و بازیگر نقش اصلی انقلاب کوبا است. ساعت ملاقاتی که چه گوآرا آن را مقرر کرده، دو ساعت پس از بامداد است و زمانی که سارتر علّت آن را جویا می‌شود، چه گوآرا پاسخ می‌دهد: «دیگر نباید خفت.»